# 1970 WD
1970 WD är en asteroid i huvudbältet, som upptäcktes 24 november 1970 av den tjeckiske astronomen Luboš Kohoutek vid Bergedorf-observatoriet.
Asteroiden har en diameter på ungefär 4 kilometer.